# カール・ロバート・ブラウン
カール・ロバート・ブラウン（Carl Robert Brown, 1930年11月26日 - 1982年8月20日）は、アメリカ合衆国の教師、犯罪者。1982年8月20日、フロリダ州マイアミの修理工場にて散弾銃を乱射し、8人を殺害、3人を負傷させた。

## 経歴
1930年11月26日に生を受ける。かつてはアメリカ海軍に務め、1954年に名誉除隊を果たしている。周囲の人々によれば、ブラウンは除隊後も軍人風に振るまい、また非常に軍国主義的（militaristic）な思想を抱いていたという。1955年、シカゴからフロリダに移り、ここで1957年にマイアミ大学、1964年にイーストカロライナ大学を卒業し、修士学位（Master's degree）を得た。彼はキーズ不動産（Keyes Realty）で短期間働いた後、1962年からハイアリア中学校（Hialeah Junior High School）に歴史科の常勤教師として採用され、また1964年から1970年にかけては副業としてマイアミ・デイド共同大学で会計学の講師も務めていた。
ブラウンは2度結婚し、3人の子供があった。最初の妻とは死別しており、2人目の妻シルヴィア（Sylvia）との結婚生活は離婚に終わっていた。シルヴィアによれば、ブラウンが「心理的な治療」を拒否した故の結果だという。精神的な負担が重なった末、ブラウンは健康を害し、生活は乱れ、やせ衰えていった。性格もかつては社交的だったが、次第に周囲から距離を取るようになった。この頃のブラウンについて、隣人たちは後に「まるで80歳の老人だった」と証言している。報道によれば、娘の1人は彼を入院させようとしたものの、彼自身の同意がないために拒否されたことがあったという。一方、ブラウンは仕事の上でもトラブルを抱えていた。ハイアリア中学校でのブラウンは頑固かつ露骨な人種差別主義者として周囲に嫌われており、1981年には懲罰的人事として生徒の大半が黒人であるドリュー中学校（Drew Middle School）に転勤となった。1982年3月3日まではアメリカ史の授業を受け持っていたが、その後精神面での問題を治療するための医療休暇を申請し、職を離れることとなった。
ブラウンは物静かで親切な男という評判で、自らが管理するメゾネットを清潔に保とうと注意を払い、家主としては概ね立派な人物と捉えられていた。ただし、一方では早朝に他人の庭を歩きまわり、住民を起こそうと「ユナイテッド・ステイツ！」（United States !）と連呼するという奇妙な習慣があったほか、ある夜には彼の家から銃声が聞こえたという話も伝えられている。空気銃を撃ち自宅の窓を割ったことや、下着姿のまま隣人の庭にある木からグレープフルーツを取っていたこともあった。アルミ缶を収集していたとも言われている。
事件直前には海外旅行に出ていたが、帰国後は病状が一層と悪化した様子で、「合衆国には何の意味もない」（nothing in the United States stood for anything）などと語っていた。

### 教員として
ブラウンが教師になるために1961年に作成した志願書には「若者と一緒にいることは常に楽しい」「自分の能力を活かし、若者の役に立てる」といったアピール文が書かれていたが、教師という仕事は彼の精神状態を長年に渡り蝕むこととなる。彼は教員歴も長く有能な教師と見られていた一方、精神状態の悪化に伴い多数の苦情が寄せられるようになった。彼が個人的な問題や授業とは無関係の話題について支離滅裂な長舌を振るい、意味不明な会話を立て続けに強いるようになってくると、生徒らは彼の授業への出席を拒否し始めた。また、彼が長舌を振るう癖を利用し、適当な質問をすることで授業時間を無駄に使わせようとする生徒もいた。1977年5月5日、ブラウンは授業への出席を拒否した女子生徒3名に居残り授業を科した。彼女らはブラウンの話を聞かされ、すっかりうんざりし、疲れた様子だったという。彼は非常に強い偏見を持っていたことも知られ、脅し言葉を使ったり、人種差別的な発言を行うこともあった。
ハイアリア中学校に勤務していた頃、ブラウンは校長に宛てて「教頭たちの啓蒙」（the enlightenment of the assistant principals）を求める手紙を送っている。この手紙は支離滅裂かつ文法の間違った英文で書かれており、彼の受け持つ生徒らの不良行為を話題としていた。

私は生徒の権利というのを幼児のようなものとは解釈していません。あなたも間違いなくそうだ。……もしもビジネス法について学んだ事があれば、子供は18歳までで、子供というのは子供がやりたいことを何でもすることができるし、虐待からは逃げていく。干渉する大人には大人としての責任があり、しかし幼児の法において、子供は子供である。

I don't read the students their rights as infants, you all do. (...) If you ever study business law, until a child is 18, the child can do just about anything the child desires to do and get away with the abuse. Any adult interfering, is accountable as an adult, but with infancy laws, the child is a child.

1981年夏、ドリュー中学校に転勤となる。同年12月3日には、彼が本を投げつけた2人の生徒との口論となった。口論の最中、彼は唐突にガールフレンドとの性生活について語った後、ステープラーを手にして生徒らを追い回した。教育委員会の人事部長パット・グレイ（Pat Gray）は、この出来事に関連し「教室での事件について……この件で、ブラウン氏は大人としての判断力の深刻な欠如、過剰な性的執着、生徒に対する明らかな攻撃性を実証した」と述べており、校長は「私が見るに、ブラウン氏の支離滅裂な態度は明らかで、目の前の問題の深刻さを判断できないらしい。また、私はブラウン氏との面談以来、生徒の安全に付いて懸念を抱いている。彼は自分の行いについて反省を示すどころか、自分が「人間」であり、同じ人間なら同じように反応しただろうと主張したのだ」とコメントした。
校長オクタビオ・ビシェード（Octavio Visiedo）が記したブラウンに対する最終評価は次のようなものだった。
私はブラウン氏が負の存在であることを認めた。今日、私はブラウン氏の2期目の授業を追跡観察し、惨事が訪れる可能性について懸念を抱き続けている。見ての通り、あのクラスに秩序やコントロールはありえないし、また、私は生徒たちだけではなくブラウン氏も心配なのだ。

ビシェードはクラスの様子について、生徒らが好きに話し、歩きまわり、教室を出入りしており、「完全な混沌」に陥っていると述べている。
ブラウンはこれに対する返答の中で、校長に対し教育委員会の職員支援プログラムに援助を求めるように提案し、1982年1月には彼自身が支援の対象となり、診断を受けることとなる。
診断を担当した精神科医ロバート・A・ワインジャー博士（Robert A. Wainger）は、ブラウンが偏執病的症状と誇大妄想に由来する重度の不安に苛まれていること、思考障害の可能性もあることを所見として述べ、こうした症状が教師としての仕事に影響を及ぼすであろうとする一方、心理療法と薬物治療を行えば引き続き働くことは可能としていた。加えて、ワインジャーは「彼は他人と比べて奇妙で無秩序に見えるかもしれないが、何らかの危険を及ぼすことはない」と述べていた。診断後、ブラウンはワインジャーに宛てて「昨日の非常に興味深く有意義な面談に感謝します。血液検査、心臓地図、尿検査、その他プログラムのうちのメンタルヘルス関連については強調してください」（I wish to thank you for the very interesting and informative meeting I experienced yesterday. Please stress blood analysis, heart cartograph 〔ママ〕 and urine plus the other mental health features of your program.）という手紙を書いている。3月3日、ブラウンは療養のために職を離れ、ワインジャーによる治療を受けることとなった。しかし、この際に行われたパット・グレイとの面談において、ブラウンは次のように語っている。
ワインジャーは私を調べたい、それだけのことだ。私はワインジャー博士を治療できる。彼を手当しよう。彼の種を変えてみせる。

Wainger wants to study me, that's all. I can cure Dr. Wainger. I will treat him. I will change his seeds.
元妻シルヴィアによれば、ブラウンは事件を起こす2日前に復職を申し出ていたが、担当精神科医によって却下されていたという。また、担当精神科医が後に語ったところによれば、この時点でブラウンは攻撃性を示してはいなかったという。

## 銃撃事件
事件前日の8月19日、ブラウンはボブ・ムーア溶接・機械整備社（Bob Moore's Welding & Machine Service Inc.）の従業員ホルヘ・カスタレダ（Jorge Castalleda）と激しく口論した。ブラウンは自動車の動力に転用しようと芝刈り機用エンジンの修理を依頼し、代金として20ドルを請求されていたが、修理が不十分であったと主張していた。また、トラベラーズチェックでの支払いを拒否されたことにも腹を立てていた。そして抗議が無駄だと悟ったブラウンは、「また来て、全員殺してやる」と言い残し工場を出た。この時、誰も彼の言葉を真剣に捉えてはいなかった。
翌日朝、ブラウンはハイアリアの自宅から数ブロック離れた銃砲店を訪れ、散弾銃2丁、半自動小銃2丁と銃弾を購入した。事件1時間前、ブラウンは10歳の息子にも沢山の人を殺しに行くこと、また最終的な目的地がハイアリア中学校であることを告げ、これに加わるよう誘った。
午前11時になる頃、ブラウンはパナマ帽を被り、ピストルグリップを取り付けた12ゲージ散弾銃（モスバーグ500パースエイダーないしイサカ37とされる）を肩にかけた姿で自転車に乗り、ボブ・ムーア社に現れた。そして通用口から工場内に入ると、「全員ドイツ送りだ」と叫びながら銃を乱射し始めた。警察によれば、ブラウンは工場内を念入りに調べて全員を銃撃し、被害者の中には至近距離で銃撃された者や2度撃たれた者もいた。遺体はオフィス、作業場、工場前の私有車道などに残されていた。11人勤務していた従業員のうち6人が殺害され、さらに2人がその後死亡した。3人は負傷しながらも工場から逃げ出し、通りかかった車に飛び乗って難を逃れた。彼らは現場から1マイル離れたガソリンスタンドで助けを求めた。弾が切れるまで銃撃を行ったブラウンは工場を出て、装填を行うとさらに2度発砲し、その後自転車に乗って工場を離れた。この時、ブラウンはハイアリア中学校に向かったとされる。目撃者は工場を去ろうとするブラウンの様子を、「非常に平然としていた」「逃げ出そうとするわけでもなく、何気なく犯罪現場から離れていくようだった」と語っている。別の目撃者も、「まるでノース・リバー・ドライブを散歩しているかのように自転車に乗り、ペダルを漕いでいた」と語っている。
現場近くの機械工場の職員マーク・クラム（Mark Kram）は、ブラウンを追うべく38口径の回転式拳銃を手にして車に乗り込んだ。通りに出たところでアーネスト・ハメット（Ernest Hammett）が車を止め、共に追跡に向かうこととなった。彼らは現場から6ブロックほど離れたマイアミ国際空港近くでブラウンを発見した。クラム自身の主張によれば、彼は威嚇射撃のつもりでブラウンの頭上を狙い発砲したが、その弾は背中に当たった。この銃撃がブラウンの直接の死因となったことが後に明らかになっている。自転車から転げ落ちたブラウンは追跡者を狙い散弾銃を構えようとしていたが、クラムの車はブラウンをはね、コンクリート製の街灯に叩きつけた。ブラウンはその後まもなくして死亡した。ポケットには20発の銃弾が残されていた。

## 犠牲者

### 死亡
| - ネルソン・バリオス（Nelson Barrios）, 46歳, 溶接工 - ルーニー・ジェフリーズ（Lonie Jeffries）, 53歳, クレーン・オペレーター - カール・リー（Carl Lee）, 47歳, マネージャー - アーネスティン・ムーア（Ernestine Moore）, 67歳, 店主の母親 | - マンガン・ムーア（Mangum Moore）, 78歳, 店主の叔父 - マーサ・スティールマン（Martha Steelman）, 29歳, 秘書 - フアン・ラモン・トレスパロシオス（Juan Ramon Trespalacios）, 38歳, 機械工 - ペドロ・バスケス（Pedro Vasques）, 44歳, 職工長 |

### 負傷
- エドアルド・リマ（Eduardo Lima）, 30歳
- カルロス・バスケス・シニア（Carlos Vasquez Sr.）, 42歳
- カルロス・バスケス・ジュニア（Carlos Vasquez Jr.）, 17歳

## その後
事件後、マーサ・スティールマンの夫ロバート（Robert Steelman）は、ブラウンに銃を販売したガルシア・ガンセンター（Garcia Gun Center）、凶器となった散弾銃の製造元イサカ・ガン・カンパニーを相手に訴訟を起こした。
警察がブラウンの自宅を捜索した際、奇妙なカセットテープが発見された。この中で彼自身は「ロゴス」（Logos）を自称し、「こちらロゴス。神は私を通じ、諸君の頭に良い言葉と悪い言葉を伝えている」（"This is the Logos speaking. God through me is responsible for the good and bad sounds in your head."）、「今は諸君の頭にいくつかの良い言葉を伝えよう。悪い言葉を諸君の頭に伝える前に……ロゴスは神のひらめきであり、最も論理的だ。私は地球における不滅のものだ」（"Now I shall say a few good words in your head before I return you to the bad sounds in your head ... The Logos is the spark of God, the most logical. I am indestructable on Earth."）といった内容が吹きこまれていた。
ブラウンを殺害したクラムは起訴されなかった。